# Pilgrim Motor Car Company
Pilgrim Motor Car Company war ein US-amerikanischer Hersteller von Automobilen.

## Unternehmensgeschichte
William Radford hatte bei Oldsmobile, Warren Motor Car Company, Hudson Motor Car Co., Detroit-Oxford Manufacturing Company und Fostoria Motor Car Company Erfahrungen im Automobilbau gesammelt. Er gründete 1914
das Unternehmen in Detroit in Michigan. Clarence H. Leete wurde Präsident. Im Februar 1915 sollte die Serienproduktion von Automobilen beginnen und als Pilgrim auf den Markt kommen. Das geschah vorläufig nicht, oder nur in einem geringen Maße. Im Mai 1915 wurde Leete wegen Betrugs angeklagt. Radford verließ das Unternehmen. Im September 1916 verklagte Leete Radford. R. C. Aland von der Aland Motor Car Company wurde 1916 als Konstrukteur angeworben. Er überarbeitete die Modelle.
Möglicherweise gab es danach noch eine Reorganisation in Portland in Maine. Maine hatte damals relativ lockere Vorschriften und Gesetze für Unternehmen, heißt es.
1918 endete die Produktion. Insgesamt entstanden nur wenige Fahrzeuge.
Weitere Hersteller von Personenkraftwagen der Marke Pilgrim waren Pilgrim Motor Vehicle Company und Ohio Falls Motor Car Company aus den USA sowie Pilgrim’s Way Motor und Pilgrim Cars aus dem Vereinigten Königreich.

## Fahrzeuge
1915 gab es den 17 HP. Er hatte einen wassergekühlten Vierzylindermotor. 82,55 mm Bohrung und 107,95 mm Hub ergaben 2311 cm³ Hubraum und 17 PS Leistung. Das Fahrgestell hatte 269 cm Radstand. Zur Wahl standen ein Tourenwagen mit fünf Sitzen, ein Roadster mit zwei Sitzen und ein Cabriolet mit drei Sitzen.
1916 erschien das überarbeitete Model 37. Der Motor war nun mit 22,5 PS angegeben. Der Radstand war auf 284 cm verlängert worden. Einziger Aufbau war ein fünfsitziger Tourenwagen.
1917 gab es keine Änderungen.
1918 wurde der Radstand auf 290 cm verlängert.

## Modellübersicht
| Jahr      | Modell   | Zylinder | Leistung (PS) | Radstand (cm) | Aufbau                                                      |
| --------- | -------- | -------- | ------------- | ------------- | ----------------------------------------------------------- |
| 1915      | 17 HP    | 4        | 17            | 269           | Tourenwagen 5-sitzig, Roadster 2-sitzig, Cabriolet 3-sitzig |
| 1916–1917 | Model 37 | 4        | 22,5          | 284           | Tourenwagen 5-sitzig                                        |
| 1918      | Model 37 | 4        | 22,5          | 290           | Tourenwagen 5-sitzig                                        |